# Ilhéu das Rolas
Ilhéu das Rolas (eller blot Rolas) er en mindre ø i den afrikanske ø-nation São Tomé og Príncipe. Øen ligger på Ækvator, ud for den sydlige spids af São Tomé Island. Højeste punkt på øen er 96 meter over havets overflade og øen havde i 2012 76 indbyggere.
Der er placeret et turistresort på øen, Pestana Equador.